# Građanski sportski klub Krajišnik Banja Luka
Il Građanski sportski klub Krajišnik, in cirillico Грађански спортски клуб Крајишник, (it. Club sportivo civico Krajišnik), noto come Krajišnik, fu una società calcistica bosniaca con sede a Banja Luka, al tempo parte del Regno di Jugoslavia. Fu attiva nel periodo interbellico e fu una delle più importanti società sportive della Ljubljanski nogometni podsavez (la sottofederazione calcistica di Lubiana), una delle 15 in cui era diviso il sistema calcistico del paese.
Il nome "Krajišnik" richiama alla Bosanska Krajina, regione storico-geografica nell'ovest della Bosnia ed Erzegovina in cui la città più grande e suo capoluogo è Banja Luka.

## Storia

### Gli inizi
Il club nasce nel 1919 e, sebbene il calcio venga già praticato da tempo, è il primo club registrato a Banja Luka. Insieme allo Sloboda Novi Grad, anche questo dalla regione della Bosanska Krajina, corrispondente più o meno alla banovina del Vrbas, è fra i fondatori della sottofederazione di Zagabria. Sostenuto dalla parte più benestante della città, il Krajišnik diviene il club dominante e più popolare di Banja Luka ed il periodo interbellico è segnato da una rivalità e da un derby locale con il ĐSK Balkan, con il Borac come terzo incomodo. Il club nasce come Građanski sportski klub Krajišnik, con annessa una sezione tennis, e milita in uno dei campionati provinciali della ZNP, fino alla formazione della sottofederazione di Banja Luka, di cui il Krajišnik è fra i fondatori.

### L'era d'oro
Il Krajišnik domina la competizione della sottofederazione e, dopo vari tentativi, riesce a qualificarsi al campionato nazionale 1935-36. Dopo aver passato il primo turno grazie al ritiro del Hajduk Spalato, vengono eliminati ai quarti di finale dal SK Lubiana (1–3 e 1–4).

### Nuovo stadio
La popolarità del calcio cresce, così nel 1937, grazie alla donazione di Bogoljub Kujundžić, bano del Vrbas, un nuovo stadio viene inaugurato (oggi chiamato Gradski stadion) che prende il nome del donatore, nome che viene mantenuto fino all'inizio della seconda guerra mondiale. All'inaugurazione dell'impianto, il 5 settembre 1937, il Krajišnik ospita i campioni di Jugoslavia del BSK Belgrado. In precedenza, la prima partita di calcio nel paese disputata con l'illuminazione elettrica è una gara del 1933 fra Krajišnik e Mačva Šabac.

### Scioglimento
All'inizio della seconda guerra mondiale, il Krajišnik scompare quando la regione cade sotto lo stato fantoccio dello Stato Indipendente di Croazia. Alla fine della guerra nel 1945, le nuove autorità comuniste supportano il movimento operaio e passano al FK Borac le proprietà che prima appartenevano al Krajišnik, club che non verrà più restaurato.

## Palmarès
- Banjalučki nogometni podsavez: 6

1933, 1935, 1936, 1938, 1939, 1940
- Campione provinciale ZNP: 1

1927
- VIII župa ZNP: 6

1921, 1922, 1925, 1927, 1928, 1929

## Giocatori
- Squadra 1931: Hamilić, Sačić, Cvijić, Čukman, Jorgić, Uzelac, Lazarević, Vuković, Begunac, Lađarević, Pantelić.
- Squadra 1935: Plajić, Sačić, Davidović, Marić, Jorgić, Filipović, Lađarević, Mastalo, Gabrić, Bilić, Ljubibratić.
- Squadra 1939: Bojer, Stojisavljević, Bojić, Davidović, Petrović, Kačavenda, Dogan, Bilbija, Crljenica, Kasalović, Lađarević, Marić, Koščica, Popović, Bašić, Misaljević, Novaković.
- Nel Državno prvenstvo 1935-1936, il Krajišnik era allenato da Milorad Zakić, ed i giocatori erano: Milorad Zakić (portiere), Ranko Kasalović, Vojislav Davidović, Dimitrije Marić, Mehmed Jakić, Vojislav Samardžija, Božidar Kačavenda, Petar Cvetković, Zvonimir Kurtović, Arsen Ljubibratić, Aleksandar Mastela, Ivica Bilić e Vladislav Beljanski.[8]